# Líčidlo jedlé
Líčidlo jedlé  (Phytolacca esculenta) je rostlina z čeledi líčidlovité. Původně pochází z jihovýchodní Asie, momentálně se ale intenzívně šíří též Evropou a dalšími oblastmi.

## Synonyma
- Sarcoca esculenta (Van Houtte) Skalický, 1985 – líčivka jedlá – tento název upřednostňuje Květena České republiky, díl 2, nikoliv však již Klíč ke květeně České republiky
- Pircunia esculenta (Van Houtte) Moquin-Tandon, 1854
- Phytolacca acinosa Roxburgh, 1832, sensu auct. europ.

## Vzhled
Líčidlo jedlé je vytrvalá bylina. V zemi vytváří mohutný, snadno přesaditelný hlavní kořen s tenkými vedlejšími kořeny, z něhož každý rok vyrůstají až 200 cm vysoké lodyhy nesoucí vzpřímený hrozen bílých květů. Listy jsou široce vejčité až eliptické, lysé s žilkami zřetelnými do třetího řádu. Květenstvím je hrozen, z něhož nakonec vzniká souplodí 8 volných, červenofialových peckoviček, které se podobá ostružině.

## Rozšíření
Původním areálem druhu je Jihovýchodní Asie, od Pákistánu po Japonsko. Druhotně zplaňuje v mnoha zemích Evropy. V Českých zemích se vzácně vyskytuje od 30. let. Často je pěstováno v zahradách, celkem ochotně zplaňuje, zejména na jižní Moravě a v Polabí. Jeho semena pomáhá rozšiřovat ptactvo živící se jeho plody.

## Jedovatost
Plody i další části rostliny obsahují saponiny phytolaccatoxin a phytolaccigenin, které jsou toxické pro savce (ne však pro ptáky). V plodech líčidla je však jejich obsah nízký, takže vážnější otrava je naprosto nepravděpodobná (na rozdíl od např. líčidla amerického).

## Využití
Plody se používají k dobarvování likérů a vín či cukrovinek, nebo se prostě příležitostně konzumují. Určité využití lze najít i ve farmacii, i když zde je upřednostňováno líčidlo americké pro vyšší koncentraci účinných látek. Rostlina bývá též pěstována jako okrasná.
Listy líčidla se někdy používají k přípravě pokrmů (úprava podobná jako u špenátu), přičemž se upřednostňuje dvojí převaření (voda z prvního se vylévá) – smyslem je odstranění saponinů, které ovšem není dokonalé).

## Taxonomická poznámka
Tento druh v roce 1985 přesunul český botanik V. Skalický z rodu Phytolacca Linné, 1853 (líčidlo) do rodu Sarcoca Rafinesque, 1837, emend. Skalický, 1985 (líčivka). Tento přesun však není všemi taxonomy akceptován.

## Galerie

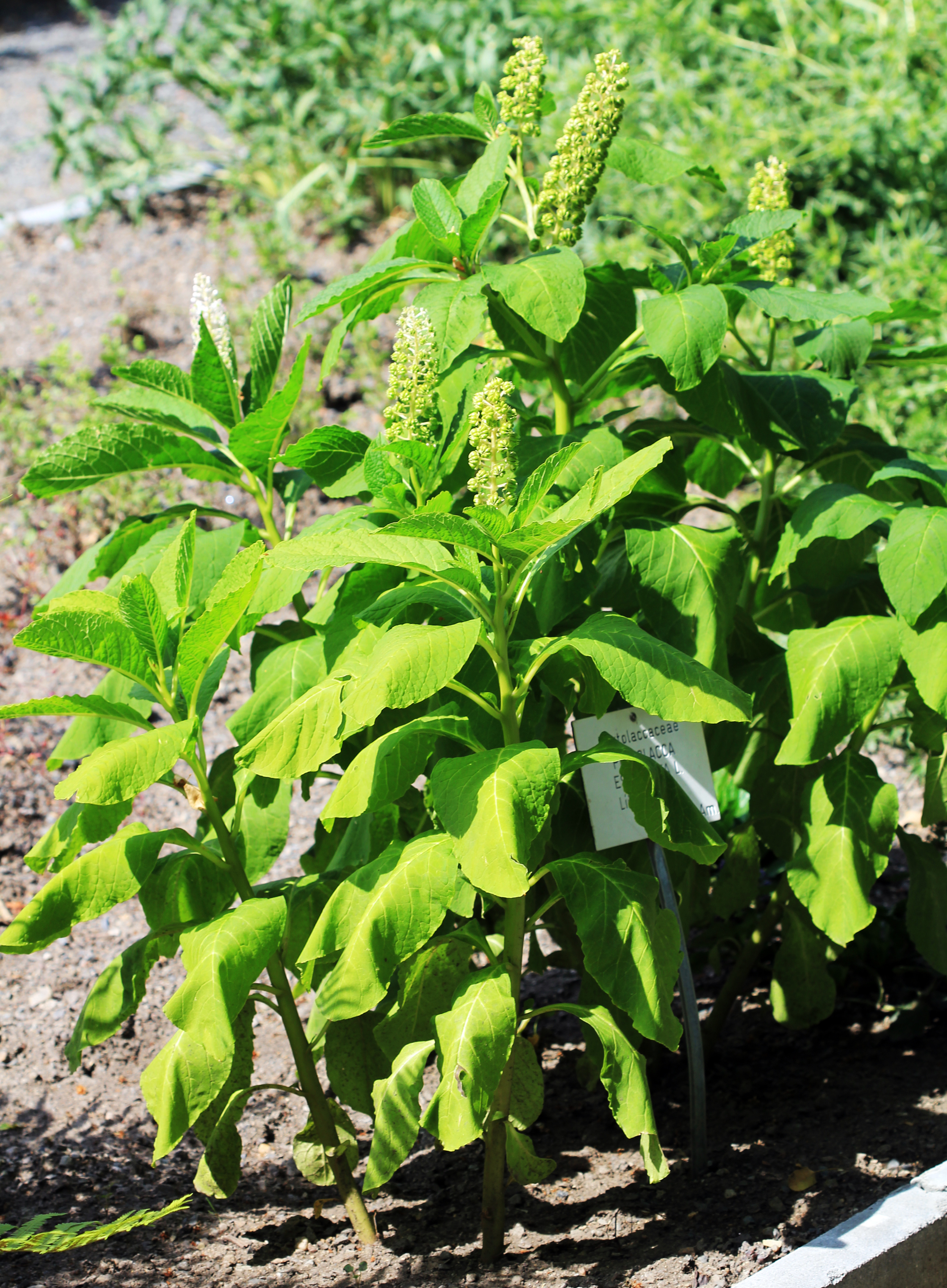
Kvetoucí rostliny
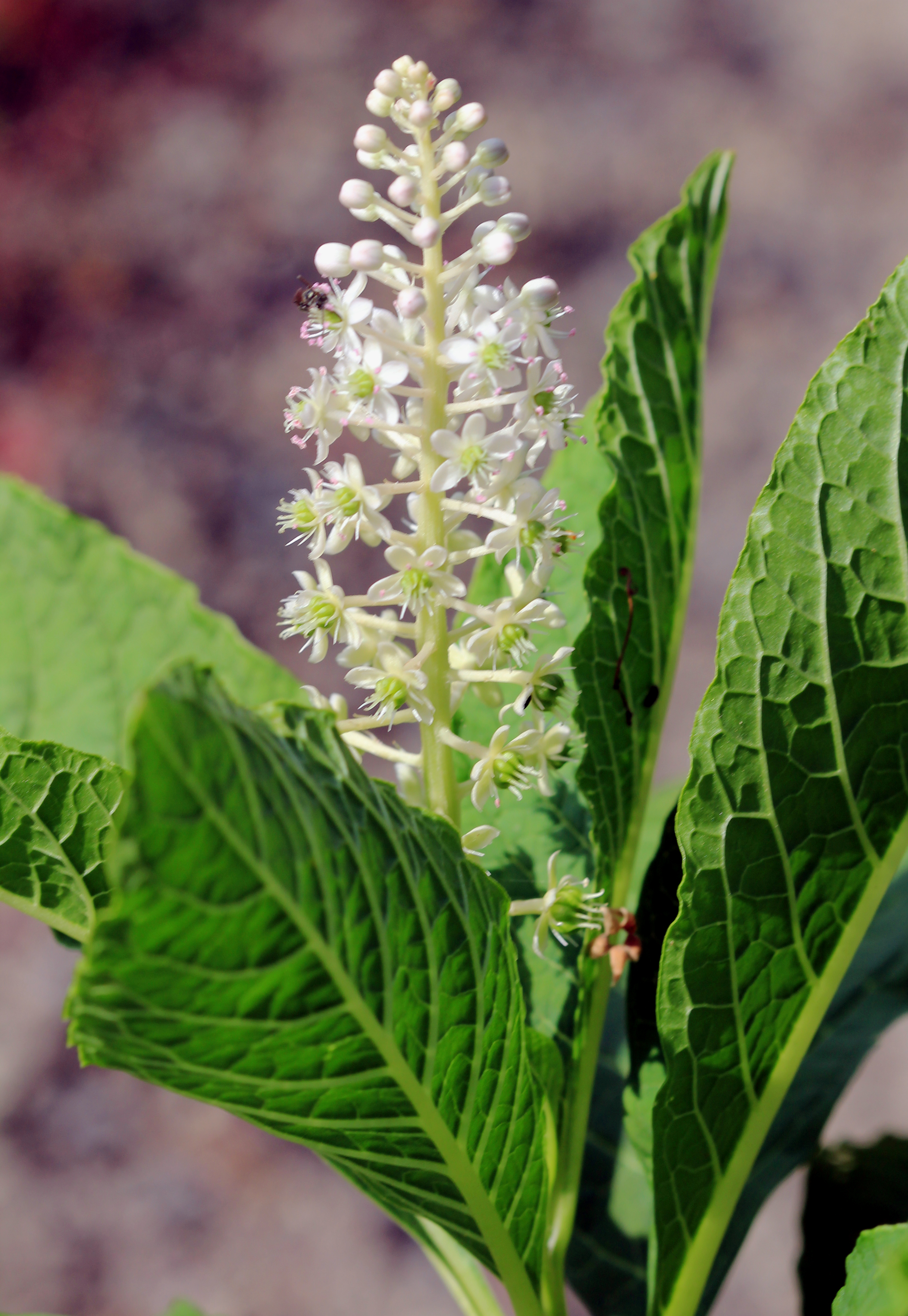
Květenství
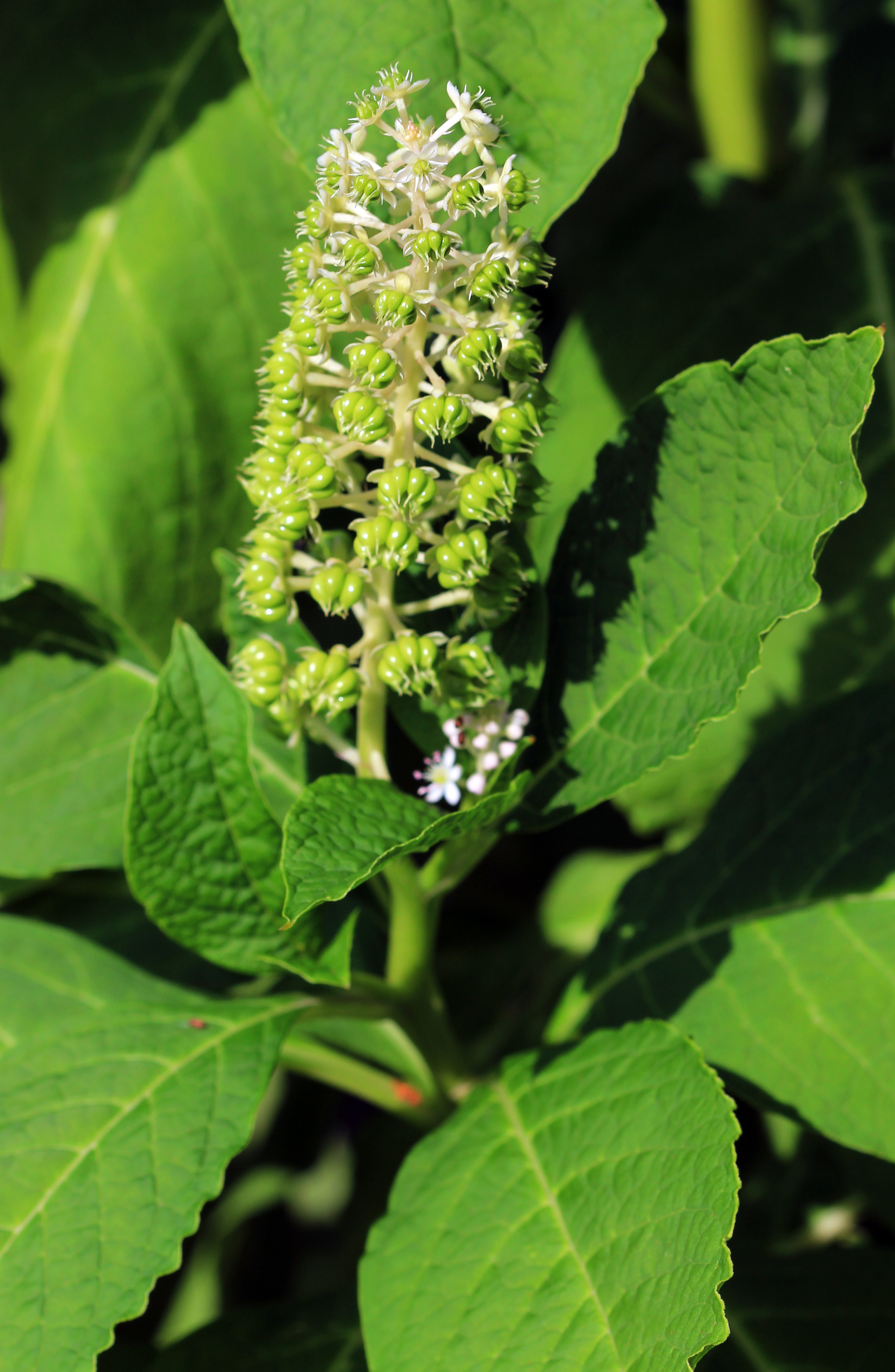
Květy a nezralé plody
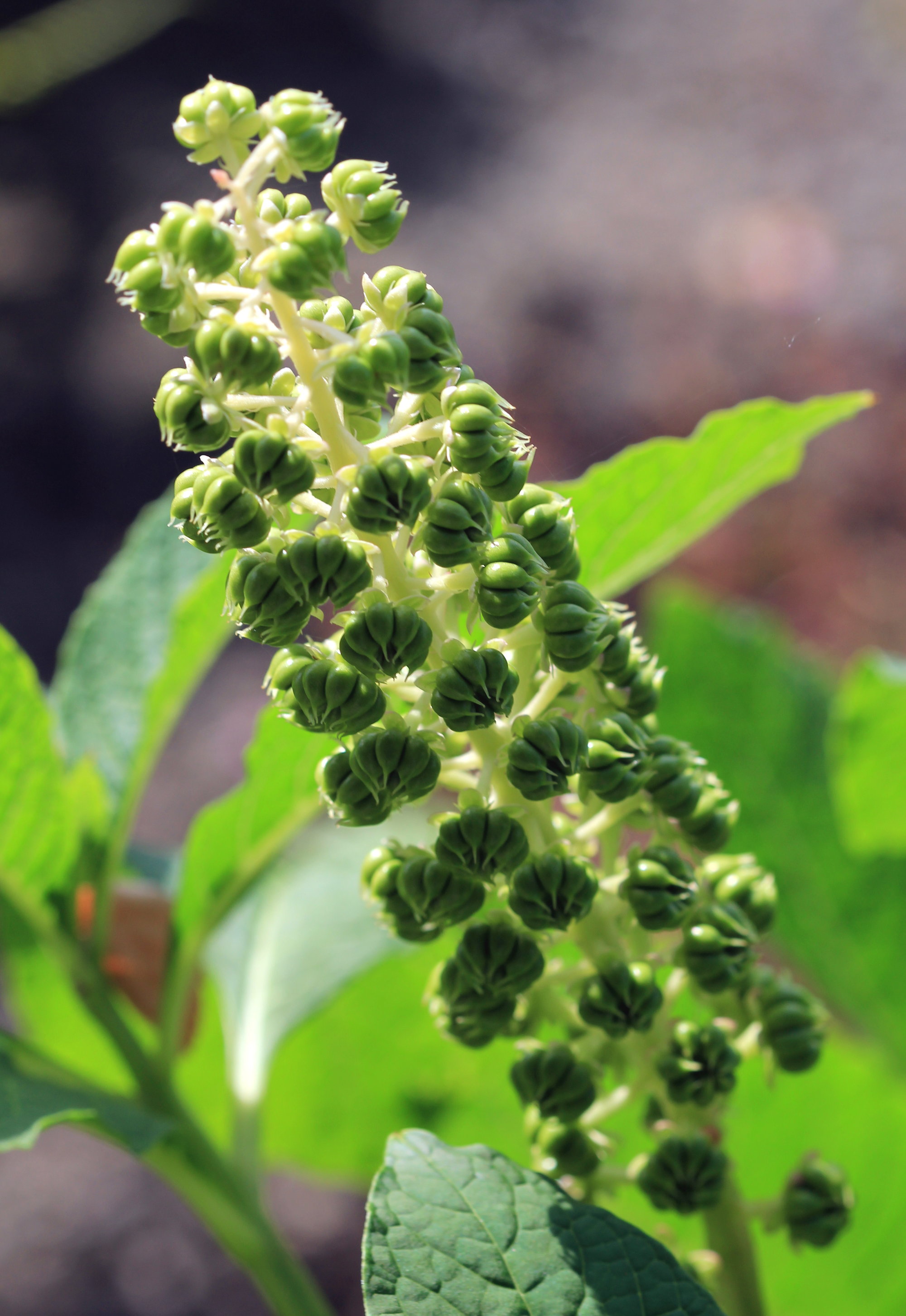
Nezralé plody
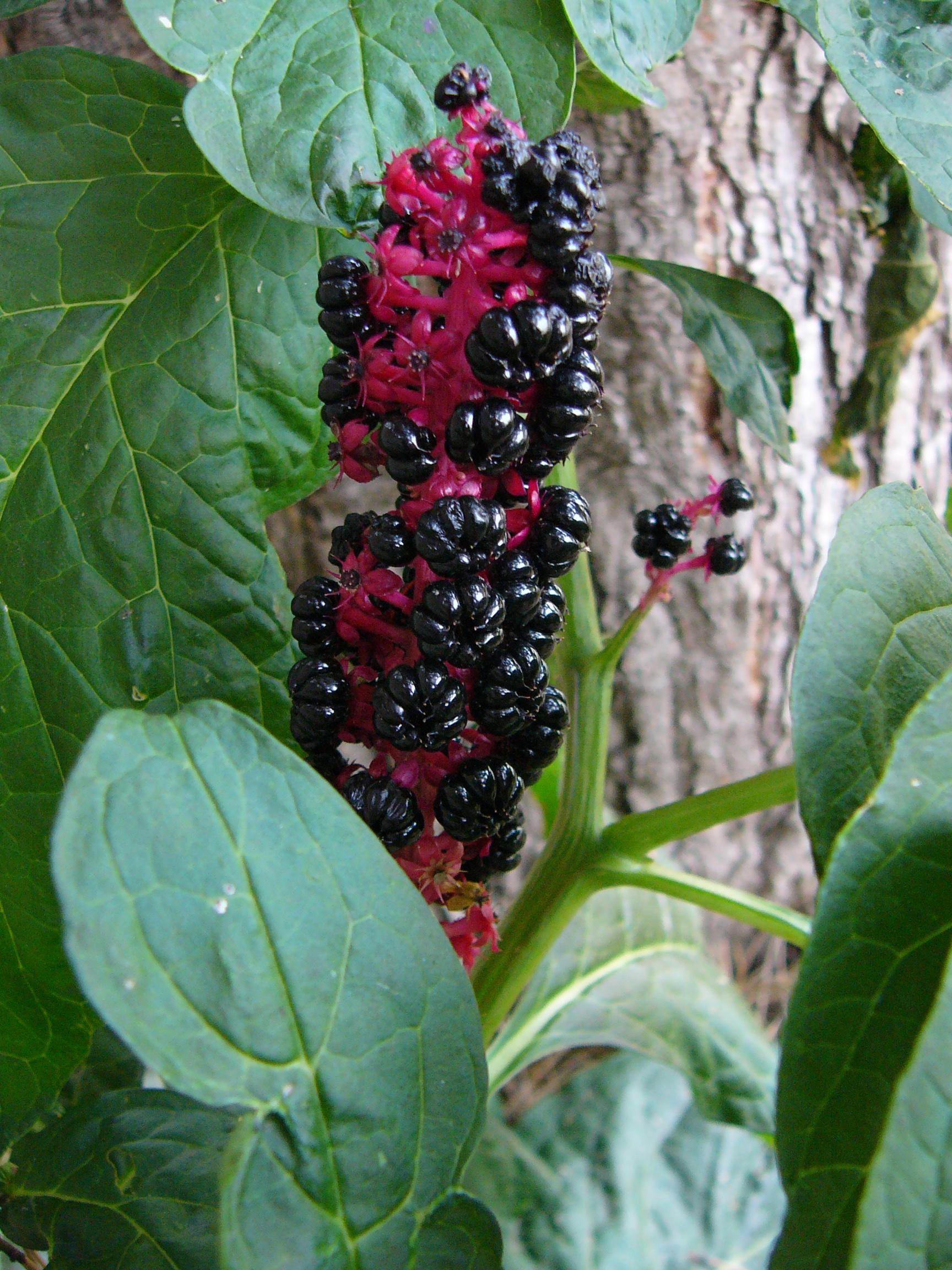
Zralé plody